# Alexandre Girard-Bille
Alexandre Girard-Bille (* 1899; † 12. April 1961 in Biel/Bienne) war ein Schweizer Skisportler.
Girard-Bille startete bei den Olympischen Winterspielen 1924 in Chamonix-Mont-Blanc in allen Nordischen Disziplinen. Dabei erreichte er im Skispringen von der Normalschanze als bester Teilnehmer seines Landes den achten Platz. Im Skilanglauf-Einzel über 18 km kam er am Ende mit einer Zeit von 1:41:43,4 auf den 26. Platz. In der Nordischen Kombination konnte er seine Leistungen noch einmal steigern und erreichte nach einem fünften Platz im Skispringen und einem 17. Platz im Skilanglauf den 14. Gesamtrang.